# Celia Cruz
Ursula Hilaria Celia de la Caridad Cruz Alfonso (Havana, 21 oktober 1925 – Fort Lee (New Jersey), 16 juli 2003), kortweg Celia Cruz, was een Cubaans-Amerikaanse zangeres. Ze werd bekend als de Queen of Salsa.

## Biografie
Ze werd geboren in de Cubaanse hoofdstad Havana waar haar muzikale loopbaan begon in haar kinderjaren, toen zij zong op straathoeken. In 1950 verving Cruz de zangeres van de band La Sonora Matancera. Dit was haar grote doorbraak want ze werd een van Cuba's grootste sterren.
Na de machtsovername door Fidel Castro in 1959 vertrok La Sonora Matancera voor een geplande tournee door Mexico. In plaats van terug te keren naar Cuba vluchtte de band echter naar de Verenigde Staten. Cruz kreeg het staatsburgerschap in 1961 en weigerde naar haar vaderland terug te keren zolang de communisten daar de macht hadden.
In 1962 trouwde ze met de trompettist van de band, Pedro Knight, die later haar manager zou worden en een centrale figuur zou worden in haar muziek als inspirator voor talloze songs, als getuigenis van een gelukkig huwelijk. Twee dagen voor haar dood vierde het paar de 41e huwelijksdag en Knight was aan haar zijde toen ze stierf.
De invloed van Cruz strekte zich ver uit buiten podium en opnamestudio. Door haar stijl en creativiteit gold ze met name in de Verenigde Staten als ambassadeur van de Latino-cultuur. In haar carrière van meer dan vijftig jaar, waarin ze meer dan zeventig albums uitbracht en optrad in tien films, verwierf ze de hoogste onderscheidingen, waaronder vijf Grammy Awards en twee Latin Grammy's.
Ook werd ze geëerd met onderscheidingen buiten de muziekwereld waaronder eredoctoraten van Yale-universiteit, Florida International Universiteit en Miami Universiteit, een National Medal of Arts, de hoogste eer voor een artiest in de Verenigde Staten en een ster in de Hollywood Walk of Fame. Straten in New York, Mexico, Costa Rica and Miami, Florida zijn naar haar vernoemd.
Op muzikaal gebied werkte ze veel samen met percussionist Tito Puente. Samen leverden ze een grote bijdrage aan het populariseren van Latin en Salsa in Amerika en Europa. Naast haar werk met Puente werkte ze samen met Johnny Pacheco, Willie Colón, Pete Conde, Ray Barretto, Sonora Poncena en Fania All-Stars en maakte vele latin-klassiekers. Ze doorbrak culturele grenzen door samen te werken met populaire Amerikaanse artiesten als Patti Labelle, David Byrne en Dionne Warwick.
Tegen verslaggevers hield ze vol dat ze op het toneel zou sterven, onder het roepen van de kreet 'Azúcar!' (Spaans voor "Suiker") maar haar laatste dagen bracht ze door in haar huis in Fort Lee, New Jersey waar ze herstelde van een hersentumor-operatie in december 2002. Celia Cruz overleed op 16 juli 2003 in Fort Lee, New Jersey.
- Bibsys: 2040930
- Biblioteca Nacional de España: XX1266652
- Bibliothèque nationale de France: cb138928653 (data)
- Gemeinsame Normdatei: 134745914
- International Standard Name Identifier: 0000 0001 1559 2780
- Library of Congress Control Number: n88023201
- MusicBrainz: 7b8e1188-9ca4-4aa5-8393-172de6fa04de
- Nationale Bibliotheek van Tsjechië: xx0078679
- Nationale Bibliotheek van Israël: 987007446961305171
- Nederlandse Thesaurus van Auteursnamen: 073694258
- Réseau des bibliothèques de Suisse occidentale: 02-A006027120
- Istituto Centrale per il Catalogo Unico: MODV152147
- SNAC: w68f5skt
- Système universitaire de documentation: 088522407
- Virtual International Authority File: 7573593
- WorldCat: E39PBJd3R84bdqGGCD4tptyDbd